# ووت-سیکورسکی وی‌اس-۳۰۰
ووت-سیکورسکی وی‌اس-۳۰۰ (به انگلیسی: Vought-Sikorsky VS-300) یک هواگرد ساختِ کارخانهٔ سیکورسکی در کشور ایالات متحده آمریکا است. این هواگرد برای نخستین بار در ۱۴ سپتامبر ۱۹۳۹ میلادی مورد استفاده قرار گرفت.